# Wschodni Wołowy Róg
Wschodni Wołowy Róg (słow. Východný volí roh, ok. 2370 m) – turniczka w Wołowym Grzbiecie (Volí chrbát) w Tatrach Wysokich. Znajduje się w głównej grani Tatr na granicy polsko-słowackiej pomiędzy Małą Wołową Szczerbiną (Západná volia štrbina, ok. 2355 m) a Wołowym Przechodem (Volí priechod, ok. 2350 m).
Na południową stronę, do Wołowej Kotlinki z turniczki opada ściana o wysokości do 30 m. Ze Wschodniego Wołowego Rogu w kierunku Wołowego Przechodu opada mało stroma grań. Z jej zachodniej części na północną stronę opada żebro sięgające swoją podstawą do Wyżniego Czarnostawiańskiego Kotła. Bezpośrednio pod granią jest niepozorne, o wysokości kilku cm, bardzo wyraźne staje się natomiast pod Zachodem Grońskiego, niżej znów staje się mało wyraźne. Dolna, zbudowana z płyt część tego żebra oddziela Załupę Aligatora od olbrzymiego komina opadającego spod Wołowej Przehyby.
Ze wschodniej części grani Wołowego Rogu opada na północ Filar Wołowego Grzbietu. Jest to najdłuższa formacja skalna w Wołowym Grzbiecie.

## Taternictwo
Pierwsze przejście graniąPodczas pierwszego przejścia granią Wołowego Grzbietu: Katherine Bröske i Simon Häberlein 11 września 1905 r.
Drogi wspinaczkowe
1. Załupą Aligatora; III w skali UIAA, czas przejścia z progu Wyzniego Czarnostawiańskiego Kotła 3 godz. 30 min,
2. Filarem Wołowego Grzbietu; III, 4 godz.[2]

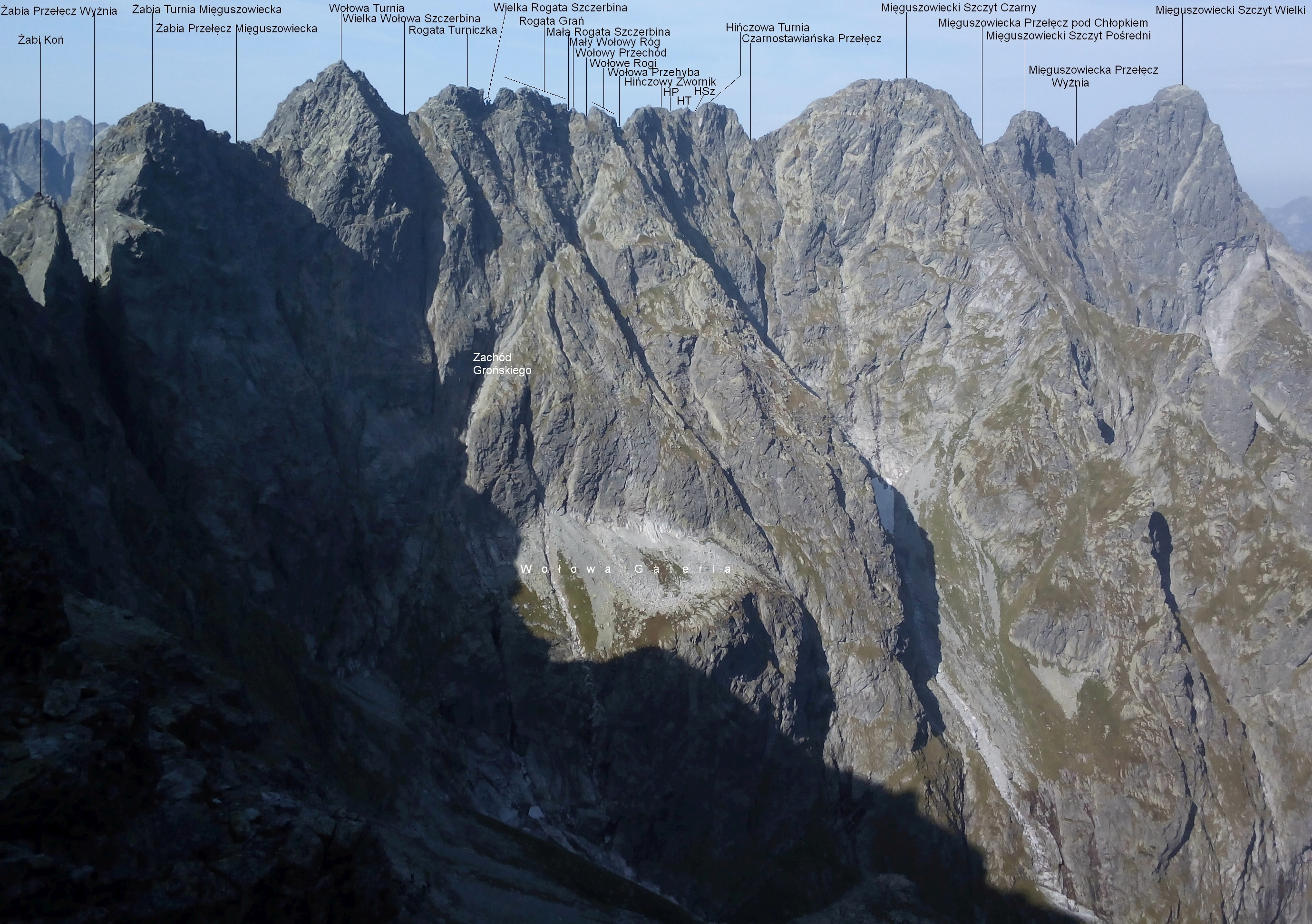
Widok z Niżnich Rysów